# Allopachria friedrichi
Allopachria friedrichi är en skalbaggsart som beskrevs av Wewalka 2000. Allopachria friedrichi ingår i släktet Allopachria och familjen dykare. Inga underarter finns listade i Catalogue of Life.